# 朝鲜宫廷音乐

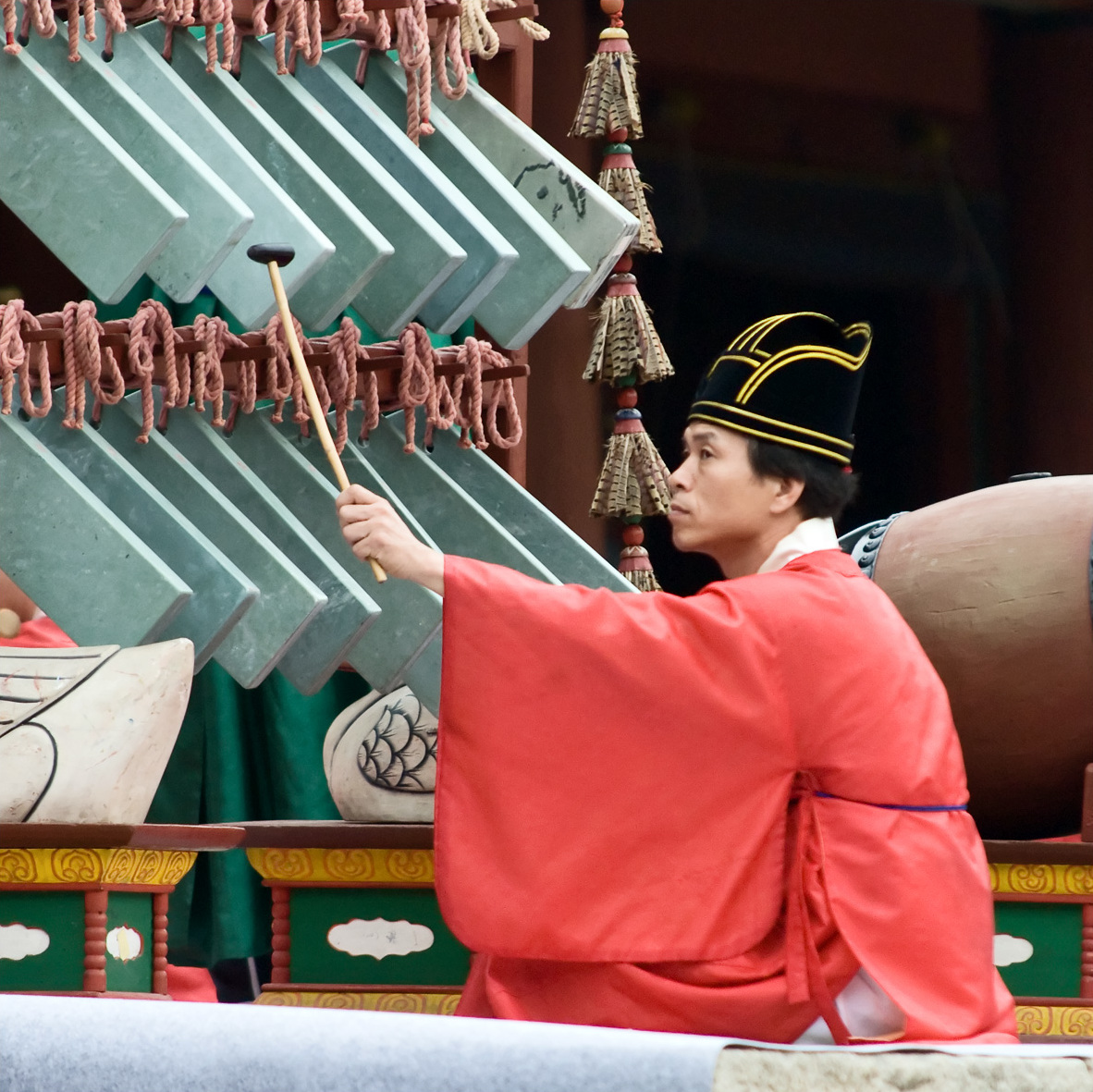
一名男子正在演奏

朝鲜宫廷音乐是朝鲜传统音乐的一种，主要指朝鲜王朝的宫廷音乐。人们对朝鲜王朝以前的朝鲜半岛宫廷音乐知之甚少。朝鲜宫廷音乐包括雅乐、鄉樂和唐乐。其中雅乐是从中国引进；鄉樂为朝鲜半岛本地音乐；唐乐最初是新罗从唐朝宫廷引入，后又融合朝鲜半岛当地音乐。
宗庙祭礼乐作为朝鲜宫廷音乐与宗庙祭礼一同被列入人类非物质文化遗产代表作名录。
正乐是朝鲜半岛另一种类型的贵族音乐。